# Ratsada
Re Ratsada, conosciuto anche come Ratsada Thirat (in lingua thai: สมเด็จ พระรัษฎาธิราช) e Rattha (1529 – 1534), è stato il dodicesimo sovrano del Regno di Ayutthaya, fondato nel 1350 da Ramathibodi I nell'odierna Thailandia.

## Il breve regno
Fu acclamato re all'età di 5 anni nel 1533 alla morte del padre e predecessore Borommaracha IV. Il regno fu affidato a dei reggenti e la permanenza sul trono di Ratsada durò solo cinque mesi, a cavallo tra il 1533 ed il 1534. Il diplomatico e storico olandese Jeremias Van Vliet, direttore nel XVII secolo dell'ufficio di Ayutthaya della Compagnia olandese delle Indie orientali, descrisse Ratsada nel seguente modo:
Secondo altre fonti, ad ordinarne la morte e ad usurpargli il trono fu lo zio Chairacha, fratellastro di Borommaracha IV, che si suppone fosse governatore di Phitsanulok. Come era accaduto al re Thong Lan nel XIV secolo, fu giustiziato nel Wat Khok Phraya, dove nei secoli successivi molti altri membri della casa reale sarebbero stati puniti o assassinati. Fu chiuso in un sacco di velluto e colpito a morte con un legno di sandalo, un sistema tradizionale di uccidere i sacri sovrani senza colpirli direttamente e senza versarne il sangue.

## Crisi dinastica
La morte di Ratsada aprì un periodo di crisi per Ayutthaya ed in particolare per la dinastia di Suphannaphum: anche i tre sovrani che gli succedettero furono assassinati. Dopo aver fatto uccidere Ratsada, Chairacha rimase sul trono fino al 1546, quando fu avvelenato da una delle proprie concubine, Sri Sudachan, che riuscì a farsi nominare reggente del nuovo re Yot Fa, l'undicenne figlio di Chairacha. Sri Sudachan, che era una discendente della dinastia di Uthong, fece uccidere nel 1548 il giovane sovrano e ottenne che il trono fosse affidato al proprio amante Worawongsa, a sua volta membro della casa reale di Uthong. Dopo soli 57 giorni di regno, l'usurpatore Worawongsa e l'amante Sri Sudachan furono uccisi in un'imboscata e venne acclamato re Maha Chakkraphat, un altro fratellastro di Borommaracha IV.
Maha Chakkraphat sarebbe stato il penultimo sovrano della dinastia di Suphannaphum ed avrebbe lasciato per due volte il trono al figlio Mahinthra. Ayutthaya fu invasa dall'esercito birmano del Regno di Toungoo e ne divenne uno stato vassallo nel 1564. La ribellione del 1568 fu soffocata dai birmani, che l'anno seguente espugnarono Ayutthaya, deportarono l'intera famiglia reale ed issarono sul trono siamese Maha Thammaracha, il capostipite della dinastia di Sukhothai.